# Casio FP 200
Casio FP 200 (FP 200) је био преносиви рачунар, производ фирме Касио (Casio) који је почео да се израђује у Јапану током 1982. године.
Користио је Intel 80C85 као централни микропроцесор а RAM меморија рачунара FP 200 је имала капацитет од 8 KB, или до 32 KB са четири 8 KB меморијске картице. 

## Детаљни подаци
Детаљнији подаци о рачунару FP 200 су дати у табели испод.
|                       |                                             |
| [ 1 ]                 |                                             |
| Произвођач            | Касио                                       |
| Тип                   | преносиви рачунар                           |
| Меморија              | 8 KB, до 32 са четири 8 меморијске картице  |
| Поријекло             | Јапан                                       |
| Година                | 1982                                        |
| Тастатура             | QWERTY                                      |
| Процесор              |                                             |
| Фреквенција процесора | 4                                           |
| RAM                   | 8 KB, до 32 са четири 8 меморијске картице  |
| ROM                   |                                             |
| Текст                 | 20 x 8                                      |
| Графика               | 160 x 64                                    |
| Боја                  | Црно и бијело, монитор са текућим кристалом |
| Звук                  | не                                          |
| Димензије             | 310 x 220 x 55,5                            |
| Портови               |                                             |
| Оперативни систем     |                                             |